# 2012-es Tour de France
A 2012-es Tour de France volt a francia kerékpárverseny 99., 2012. évi kiírása. 2012. június 30-án kezdődött, és a belgiumi Liège városából indult, majd július 22-én ért véget a francia fővárosban, Párizsban.
A verseny egy 6,4 km-es prológgal vette kezdetét Belgiumban, ezen kívül a kerékpárosok Svájcba is látogatást tettek. Története során ezen a Touron mászták meg először a Col du Grand Colombier csúcsot.
A hivatalos Tour de France-tájékoztatót 2011. október 18-án tartották, ahol az egy héttel korábban véletlenül nyilvánosságra hozott útvonalat hivatalosan is bemutatták.

## Részt vevő csapatok
A szervezők 18 UCI World Tour csapatot és 4 szabadkártyás csapatot hívtak meg a versenyre.
| - Amerikai Egyesült Államok BMC Racing Team (BMC) Team Garmin–Sharp–Barracuda (GRS) - Ausztrália Orica–GreenEDGE (OGE) - Belgium Lotto–Belisol Team (LTB) Omega Pharma–Quick Step (OPQ) - Dánia Team Saxo Bank–Tinkoff Bank (STB) - Franciaország Ag2r–La Mondiale (ALM) Cofidis, Le Crédit en Ligne (COF)* FDJ–BigMat (FDJ) Saur–Sojasun (SAU)* Team Europcar (EUC)* | - Hollandia Rabobank Cycling Team (RAB) Argos–Shimano (ARG)* Vacansoleil–DCM (VCD) - Kazahsztán Pro Team Astana (AST) - Luxemburg RadioShack–Nissan–Trek (RNT) - Egyesült Királyság Sky Procycling (SKY) | - Olaszország Lampre–ISD (LAM) Liquigas–Cannondale (LIQ) - Oroszország Katyusa Team (KAT) - Spanyolország Euskaltel–Euskadi (EUS) Movistar Team (MOV) |

*szabadkártyás csapatok

## Szakaszok
| Szakasz          | Időpont               | Végpontok                 | Végpontok                              | Hossz     |                       | Jelleg                | Szakaszgyőztes     |
| Szakasz          | Időpont               | Rajt                      | Cél                                    | Hossz     |                       | Jelleg                | Szakaszgyőztes     |
| ---------------- | --------------------- | ------------------------- | -------------------------------------- | --------- | --------------------- | --------------------- | ------------------ |
| Prológ           | június 30., szombat   | Liège                     | Liège                                  | 6,4 km    | egyéni időfutam       | egyéni időfutam       | Fabian Cancellara  |
| 1.               | július 1., vasárnap   | Liège                     | Seraing                                | 198 km    | sík szakasz           | sík szakasz           | Peter Sagan        |
| 2.               | július 2., hétfő      | Visé                      | Tournai                                | 207,5 km  | sík szakasz           | sík szakasz           | Mark Cavendish     |
| 3.               | július 3., kedd       | Orchies                   | Boulogne-sur-Mer                       | 197 km    | közepes hegyi szakasz | közepes hegyi szakasz | Peter Sagan        |
| 4.               | július 4., szerda     | Abbeville                 | Rouen                                  | 214,5 km  | sík szakasz           | sík szakasz           | André Greipel      |
| 5.               | július 5., csütörtök  | Rouen                     | Saint-Quentin                          | 196,5 km  | sík szakasz           | sík szakasz           | André Greipel      |
| 6.               | július 6., péntek     | Épernay                   | Metz                                   | 207,5 km  | sík szakasz           | sík szakasz           | Peter Sagan        |
| 7.               | július 7., szombat    | Tomblaine                 | La Planche des Belles Filles           | 199 km    | közepes hegyi szakasz | közepes hegyi szakasz | Christopher Froome |
| 8.               | július 8., vasárnap   | Belfort                   | Porrentruy                             | 157,5 km  | közepes hegyi szakasz | közepes hegyi szakasz | Thibaut Pinot      |
| 9.               | július 9., hétfő      | Arc-et-Senans             | Besançon                               | 41,5 km   | egyéni időfutam       | egyéni időfutam       | Bradley Wiggins    |
| július 10., kedd | július 10., kedd      | Mâcon                     | pihenőnap                              | pihenőnap | pihenőnap             | pihenőnap             | pihenőnap          |
| 10.              | július 11., szerda    | Mâcon                     | Bellegarde-sur-Valserine               | 194,5 km  | hegyi szakasz         | hegyi szakasz         | Thomas Voeckler    |
| 11.              | július 12., csütörtök | Albertville               | Fontcouverte-la-Toussuire/Les Sybelles | 148 km    | hegyi szakasz         | hegyi szakasz         | Pierre Rolland     |
| 12.              | július 13., péntek    | Saint-Jean-de-Maurienne   | Annonay/Davézieux                      | 226 km    | közepes hegyi szakasz | közepes hegyi szakasz | David Millar       |
| 13.              | július 14., szombat   | Saint-Paul-Trois-Châteaux | Cap d'Agde                             | 217 km    | sík szakasz           | sík szakasz           | André Greipel      |
| 14.              | július 15., vasárnap  | Limoux                    | Foix                                   | 191 km    | hegyi szakasz         | hegyi szakasz         | Luis León Sánchez  |
| 15.              | július 16., hétfő     | Samatan                   | Pau                                    | 158,5 km  | sík szakasz           | sík szakasz           | Pierrick Fedrigo   |
| július 17., kedd | július 17., kedd      | Pau                       | pihenőnap                              | pihenőnap | pihenőnap             | pihenőnap             | pihenőnap          |
| 16.              | július 18., szerda    | Pau                       | Bagnères-de-Luchon                     | 197 km    | hegyi szakasz         | hegyi szakasz         | Thomas Voeckler    |
| 17.              | július 19., csütörtök | Bagnères-de-Luchon        | Peyragudes                             | 143,5 km  | hegyi szakasz         | hegyi szakasz         | Alejandro Valverde |
| 18.              | július 20., péntek    | Blagnac                   | Brive-la-Gaillarde                     | 222,5 km  | sík szakasz           | sík szakasz           | Mark Cavendish     |
| 19.              | július 21., szombat   | Bonneval                  | Chartres                               | 53,5 km   | egyéni időfutam       | egyéni időfutam       | Bradley Wiggins    |
| 20.              | július 22., vasárnap  | Longjumeau                | Párizs, Champs-Élysées                 | 120 km    | sík szakasz           | sík szakasz           | Mark Cavendish     |

## Összegzés
| Szakasz (győztes)                   | Összetett verseny Maillot jaune | Pontverseny Maillot vert | Hegyi pontverseny Maillot à pois rouges | Fiatalok versenye Maillot blanc | Csapatverseny Classement par équipe | Legaktívabb versenyző Prix de combativité |
| ----------------------------------- | ------------------------------- | ------------------------ | --------------------------------------- | ------------------------------- | ----------------------------------- | ----------------------------------------- |
| Prológ (ITT) (Fabian Cancellara)    | Fabian Cancellara               | Fabian Cancellara        | nem osztanak                            | Tejay van Garderen              | Team Sky                            | nem osztanak                              |
| 1. szakasz (Peter Sagan)            | Fabian Cancellara               | Fabian Cancellara        | Michael Mørkøv                          | Tejay van Garderen              | Team Sky                            | Nicolas Edet                              |
| 2. szakasz (Mark Cavendish)         | Fabian Cancellara               | Peter Sagan              | Michael Mørkøv                          | Tejay van Garderen              | Team Sky                            | Anthony Roux                              |
| 3. szakasz (Peter Sagan)            | Fabian Cancellara               | Peter Sagan              | Michael Mørkøv                          | Tejay van Garderen              | Team Sky                            | Michael Mørkøv                            |
| 4. szakasz (André Greipel)          | Fabian Cancellara               | Peter Sagan              | Michael Mørkøv                          | Tejay van Garderen              | Team Sky                            | Yukiya Arashiro                           |
| 5. szakasz (André Greipel)          | Fabian Cancellara               | Peter Sagan              | Michael Mørkøv                          | Tejay van Garderen              | Team Sky                            | Mathieu Ladagnous                         |
| 6. szakasz (Peter Sagan)            | Fabian Cancellara               | Peter Sagan              | Michael Mørkøv                          | Tejay van Garderen              | Team Sky                            | David Zabriskie                           |
| 7. szakasz (Christopher Froome)     | Bradley Wiggins                 | Peter Sagan              | Christophe Froome                       | Rein Taaramäe                   | Team Sky                            | Luis León Sánchez                         |
| 8. szakasz (Thibaut Pinot)          | Bradley Wiggins                 | Peter Sagan              | Fredrik Kessiakoff                      | Rein Taaramäe                   | RadioShack–Nissan–Trek              | Fredrik Kessiakoff                        |
| 9. szakasz (ITT) (Bradley Wiggins)  | Bradley Wiggins                 | Peter Sagan              | Fredrik Kessiakoff                      | Tejay van Garderen              | RadioShack–Nissan–Trek              | nem osztanak                              |
| 10. szakasz (Thomas Voeckler)       | Bradley Wiggins                 | Peter Sagan              | Thomas Voeckler                         | Tejay van Garderen              | RadioShack–Nissan–Trek              | Thomas Voeckler                           |
| 11. szakasz (Pierre Rolland)        | Bradley Wiggins                 | Peter Sagan              | Fredrik Kessiakoff                      | Tejay van Garderen              | RadioShack–Nissan–Trek              | Pierre Rolland                            |
| 12. szakasz (David Millar)          | Bradley Wiggins                 | Peter Sagan              | Fredrik Kessiakoff                      | Tejay van Garderen              | RadioShack–Nissan–Trek              | Robert Kiserlovski                        |
| 13. szakasz (André Greipel)         | Bradley Wiggins                 | Peter Sagan              | Fredrik Kessiakoff                      | Tejay van Garderen              | RadioShack–Nissan–Trek              | Michael Mørkøv                            |
| 14. szakasz (Luis León Sánchez)     | Bradley Wiggins                 | Peter Sagan              | Fredrik Kessiakoff                      | Tejay van Garderen              | RadioShack–Nissan–Trek              | Peter Sagan                               |
| 15. szakasz (Pierrick Fedrigo)      | Bradley Wiggins                 | Peter Sagan              | Fredrik Kessiakoff                      | Tejay van Garderen              | RadioShack–Nissan–Trek              | Nicki Sørensen                            |
| 16. szakasz (Thomas Voeckler)       | Bradley Wiggins                 | Peter Sagan              | Thomas Voeckler                         | Tejay van Garderen              | RadioShack–Nissan–Trek              | Thomas Voeckler                           |
| 17. szakasz (Alejandro Valverde)    | Bradley Wiggins                 | Peter Sagan              | Thomas Voeckler                         | Tejay van Garderen              | RadioShack–Nissan–Trek              | Alejandro Valverde                        |
| 18. szakasz (Mark Cavendish)        | Bradley Wiggins                 | Peter Sagan              | Thomas Voeckler                         | Tejay van Garderen              | RadioShack–Nissan–Trek              | Alekszandr Vinokurov                      |
| 19. szakasz (ITT) (Bradley Wiggins) | Bradley Wiggins                 | Peter Sagan              | Thomas Voeckler                         | Tejay van Garderen              | RadioShack–Nissan–Trek              | nem osztanak                              |
| 20. szakasz (Mark Cavendish)        | Bradley Wiggins                 | Peter Sagan              | Thomas Voeckler                         | Tejay van Garderen              | RadioShack–Nissan–Trek              | nem osztanak                              |
| Végeredmény                         | Bradley Wiggins                 | Peter Sagan              | Thomas Voeckler                         | Tejay van Garderen              | RadioShack–Nissan–Trek              | Chris Anker Sörensen                      |

## Végeredmény

### Összetett verseny
| #   | Versenyző             | Csapat                      | Idő         |
| --- | --------------------- | --------------------------- | ----------- |
| 1.  | Bradley Wiggins       | Sky Procycling              | 87h 34' 47" |
| 2.  | Chris Froome          | Sky Procycling              | + 3' 21"    |
| 3.  | Vincenzo Nibali       | Liquigas-Cannondale         | + 6' 19"    |
| 4.  | Jürgen Van Den Broeck | Lotto–Belisol Team          | + 10' 15"   |
| 5.  | Tejay van Garderen    | BMC Racing Team             | + 11' 04"   |
| 6.  | Haimar Zubeldia       | RadioShack–Nissan           | + 15' 41"   |
| 7.  | Cadel Evans           | BMC Racing Team             | + 15' 49"   |
| 8.  | Pierre Rolland        | Team Europcar               | + 16' 26"   |
| 9.  | Janez Brajkovic       | Astana                      | + 16' 33"   |
| 10. | Thibaut Pinot         | FDJ-BigMat                  | + 17' 17"   |
| 11. | Andreas Klöden        | RadioShack–Nissan           | + 17' 54"   |
| 12. | Nicolas Roche         | Ag2r-La Mondiale            | + 19' 33"   |
| 13. | Christopher Horner    | RadioShack–Nissan           | + 19' 55"   |
| 14. | Chris Anker Sörensen  | Team Saxo Bank–Tinkoff Bank | + 25' 27"   |
| 15. | Gyenyisz Menysov      | Katyusa                     | + 27' 22"   |
| 16. | Maxime Monfort        | RadioShack–Nissan           | + 28' 30"   |
| 17. | Egoi Martinez         | Euskaltel-Euskadi           | + 31' 46"   |
| 18. | Rui Costa             | Movistar Team               | + 37' 03"   |
| 19. | Eduard Vorganov       | Katyusa                     | + 32' 41"   |
| 20. | Alejandro Valverde    | Movistar Team               | + 42' 26"   |

### Pontverseny
| #   | Versenyző            | Csapat                      | Pont     |
| --- | -------------------- | --------------------------- | -------- |
| 1.  | Peter Sagan          | Liquigas-Cannondale         | 421 pont |
| 2.  | André Greipel        | Lotto–Belisol Team          | 280 pont |
| 3.  | Matthew Goss         | Orica–GreenEDGE             | 268 pont |
| 4.  | Mark Cavendish       | Sky Procycling              | 220 pont |
| 5.  | Edvald Boasson Hagen | Sky Procycling              | 160 pont |
| 6.  | Bradley Wiggins      | Sky Procycling              | 144 pont |
| 7.  | Chris Froome         | Sky Procycling              | 126 pont |
| 8.  | Luis León Sánchez    | Rabobank                    | 104 pont |
| 9.  | Juan José Haedo      | Team Saxo Bank–Tinkoff Bank | 102 pont |
| 10. | Cadel Evans          | BMC Racing Team             | 100 pont |

### Hegyi pontverseny
| #   | Versenyző            | Csapat                      | Pont     |
| --- | -------------------- | --------------------------- | -------- |
| 1.  | Thomas Voeckler      | Team Europcar               | 135 pont |
| 2.  | Fredrik Kessiakoff   | Astana                      | 123 pont |
| 3.  | Chris Anker Sörensen | Team Saxo Bank–Tinkoff Bank | 77 pont  |
| 4.  | Pierre Rolland       | Team Europcar               | 63 pont  |
| 5.  | Alejandro Valverde   | Movistar Team               | 51 pont  |
| 6.  | Chris Froome         | Sky Procycling              | 48 pont  |
| 7.  | Egoi Martinez        | Euskaltel-Euskadi           | 43 pont  |
| 8.  | Thibaut Pinot        | FDJ-BigMat                  | 40 pont  |
| 9.  | Brice Feillu         | Saur-Sojasun                | 38 pont  |
| 10. | Daniel Martin        | Team Garmin–Sharp           | 34 pont  |

### Fiatalok versenye
| #   | Versenyző            | Csapat              | Idő          |
| --- | -------------------- | ------------------- | ------------ |
| 1.  | Tejay van Garderen   | BMC Racing Team     | 87h 45' 51"  |
| 2.  | Thibaut Pinot        | FDJ-BigMat          | + 6' 13"     |
| 3.  | Steven Kruijswijk    | Rabobank            | + 1h 05' 48" |
| 4.  | Rein Taaramäe        | Cofidis             | + 1h 16' 48" |
| 5.  | Gorka Izagirre       | Euskaltel-Euskadi   | +1h 21' 15"  |
| 6.  | Rafael Valls         | Vacansoleil-DCM     | + 1h 26' 53" |
| 7.  | Peter Sagan          | Liquigas-Cannondale | + 1h 27' 33" |
| 8.  | Dominik Nerz         | Liquigas-Cannondale | + 1h 31' 08" |
| 9.  | Edvald Boasson Hagen | Sky Procycling      | + 1h 41' 30" |
| 10. | Davide Malacarne     | Team Europcar       | + 1h 46' 41" |

## Statisztika
Szakaszgyőzelmek országonként
| Ország             | Győzelmek száma | Győztesek (győzelmeik száma)                                                      |
| ------------------ | --------------- | --------------------------------------------------------------------------------- |
| Egyesült Királyság | 7               | Mark Cavendish (3), Bradley Wiggins (2), Christopher Froome (1), David Millar (1) |
| Franciaország      | 5               | Thomas Voeckler (2), Thibaut Pinot (1), Pierre Rolland (1), Pierrick Fedrigo (1)  |
| Németország        | 3               | André Greipel (3)                                                                 |
| Szlovákia          | 3               | Peter Sagan (3)                                                                   |
| Spanyolország      | 2               | Luis León Sánchez (1), Alejandro Valverde (1)                                     |
| Svájc              | 1               | Fabian Cancellara                                                                 |

Szakaszgyőzelmek csapatonként
| Csapat                       | Győzelmek száma | Győztesek (győzelmeik száma)                                    |
| ---------------------------- | --------------- | --------------------------------------------------------------- |
| Sky Procycling (SKY)         | 6               | Mark Cavendish (3), Bradley Wiggins (2), Christopher Froome (1) |
| Liquigas-Cannondale (LIQ)    | 3               | Peter Sagan (3)                                                 |
| Lotto–Belisol Team (LTB)     | 3               | André Greipel (3)                                               |
| Team Europcar (EUC)          | 3               | Thomas Voeckler (2), Pierre Rolland (1)                         |
| FDJ–BigMat (FDJ)             | 2               | Thibaut Pinot (1), Pierrick Fedrigo (1)                         |
| Rabobank (RAB)               | 1               | Luis León Sánchez                                               |
| RadioShack–Nissan–Trek (RNT) | 1               | Fabian Cancellara                                               |
| Team Garmin-Barracuda (GRM)  | 1               | David Millar                                                    |
| Movistar Team (MOV)          | 1               | Alejandro Valverde                                              |

## Külső hivatkozások
- Hivatalos honlap
- Képek – Boston.com, 2012. július 9.